# Joanna Russ
Joanna Russ (New York, 22 febbraio 1937 – Tucson, 29 aprile 2011) è stata un'autrice di fantascienza statunitense, nota per il suo impegno nel movimento femminista.

## Biografia
Russ si fece notare inizialmente nel mondo della fantascienza, all'inizio degli anni settanta, un periodo in cui le donne iniziavano a essere presenti in grande numero in questo genere letterario. Si può dire, ed è stato detto, che la fantascienza era un genere dominato da autori maschi, spesso ritenuti scrivere per un pubblico prevalentemente maschile; per contro Russ fu una delle autrici più franche nello sfidare questo dominio maschile sul genere.
Un esempio notevole è nel suo romanzo, We Who Are About To, una furba variazione di un tema consolidato della fantascienza: un gruppo di viaggiatori spaziali sperduto su un pianeta disabitato, decide di dover formare una colonia e "perpetuare la specie". Uno dei naufraghi è una donna che non ha particolare desiderio di essere parte di questa impresa. Quando gli altri cercano di costringerla a far parte della colonia, lei si ribella.
Fra le opere di fantascienza di Russ la più nota, anche a livello internazionale, è però Female Man (The Female Man, 1975), opera d'avanguardia e apologo su come società differenti possano produrre differenti versioni della stessa persona, e su quale interazione sia possibile, soprattutto di fronte al sessismo.
Oltre alla sua opera come scrittrice di fantascienza e fantasy (molte delle sue prime opere pubblicate sono brevi racconti horror), è stata anche autrice teatrale e saggista, ben nota per lavori come la raccolta di saggi Magic Mommas, Trembling Sisters, Puritans & Perverts e il suo studio sul femminismo moderno, What Are We Fighting For?.
Russ era dichiaratamente lesbica e la tematica lesbico-femminista, trattata da un punto di vista politico, costituisce un elemento importante nelle sue opere.

## Opere
Si indica per ciascun testo la prima edizione originale e la prima traduzione in Italiano.

### Saga di Alyx
Ciclo composto da cinque racconti e un romanzo, riunito quasi completamente dall'autrice (con l'esclusione dell'ultimo racconto) nella raccolta Alyx, Gregg Press, 1976; la prima edizione effettivamente integrale è stata allestita postuma col titolo di Complete Alyx Stories entro il volume omnibus Novels & Stories, The Library of America 373, The Library of America, 2023.
- "The Adventuress" o "Blue Stocking", nell'antologia Orbit 2, a cura di Damon Knight, G. P. Putnam's Sons, 1967.
- "I Gave Her Sack and Sherry" o "I Thought She Was Afeard Till She Stroked My Beard", nell'antologia Orbit 2, a cura di Damon Knight, G. P. Putnam's Sons, 1967.
- "The Barbarian", nell'antologia Orbit 3, a cura di Damon Knight, G. P. Putnam's Sons, 1968.
- Picnic su Paradiso (Picnic On Paradise), Ace Books, 1968. Trad. Vittorio Curtoni, Urania 1026, Arnoldo Mondadori Editore, 6 luglio 1986.
- "The Second Inquisition", nell'antologia Orbit 6, a cura di Damon Knight, G. P. Putnam's Sons, 1970.
- "A Game of Vlet", in The Magazine of Fantasy and Science Fiction febbraio 1974.

### Ciclo di Cthulhu
Russ ha ambientato due racconti nell'universo narrativo del Ciclo di Cthulhu creato da H.P. Lovecraft.
- "«I Had Vacantly Crumpled It into My Pocket ... But By God, Eliot, It Was a Photograph from Life!»", in The Magazine of Fantasy and Science Fiction agosto 1964.
- "My Boat", in The Magazine of Fantasy and Science Fiction gennaio 1976.

### Romanzi autoconclusivi
Sono elencati sia i romanzi veri e propri (novel) sia i romanzi brevi (novella).
- And Chaos Died, Ace Books, 1970.
- Female Man (The Female Man), A Frederik Pohl Selection 6, Bantam Books, 1975[1]. Trad. Oriana Palusci, SF Narrativa d'Anticipazione 46, Editrice Nord, 1989.
- We Who Are About To..., serializzato in due puntate in Galaxy gennaio e febbraio 1976; prima edizione in volume Dell Publishing, 1977.
- Kittatiny: A Tale of Magic, Daughters Publishing, 1978.
- The Two of Them, Berkley/Putnam, 1978.
- On Strike Against God, Out & Out Books, 1980.
- Anime (Souls), in The Magazine of Fantasy and Science Fiction gennaio 1982; prima edizione in volume nella raccolta personale (Extra)ordinary People, St. Martin's Press, 1985. Trad. Roberta Rambelli nell'antologia I Premi Hugo 1976-1983, a cura di Sandro Pergameno, Grandi Opere Nord 10, Editrice Nord, 1984.

### Raccolte di racconti
- The Zanzibar Cat, Arkham House, 1983. Comprende sedici racconti introdotti da Marge Piercy, fra cui il quinto episodio del ciclo di Alyx, il racconto "Quando cambiò" ("When It Changed"), e un racconto afferente al Ciclo di Cthulhu.
- (Extra)ordinary People, St. Martin's Press, 1985. Comprende il romanzo breve Anime (Souls) e quattro racconti.
- The Hidden Side of the Moon, St. Martin's Press, 1987. Comprende ventisette racconti e un saggio, un racconto afferisce al Ciclo di Cthulhu.

### Edizioni in volume omnibus
- Novels & Stories, The Library of America 373, The Library of America, 2023. Comprende una raccolta completa del ciclo di Alyx intitolata Complete Alyx Stories, i tre romanzi Female Man (The Female Man), We Who Are About To... e On Strike Against God, il romanzo breve Anime (Souls) e il racconto "Quando cambiò" ("When It Changed").

### Saggistica
- Vietato scrivere. Come soffocare la scrittura delle donne (How to Suppress Women's Writing), University of Texas Press, 1983. Trad. Dafne Calgaro e Chiara Reali, Enciclopedia delle donne, 2021.
- Magic Mammas, Trembling Sisters, Puritans and Perverts: Feminist Essays, The Crossing Press, 1985.
- To Write Like a Woman: Essays in Feminism and Science Fiction, Indiana University Press, 1996. Raccolta di quattordici articoli.
- What Are We Fighting For? Sex, Race, Class, and the Future of Feminism, St. Martin's Press, 1998.
- The Country You Have Never Seen: Essays and Reviews, Liverpool Science Fiction Texts and Studies 31, Liverpool University Press, 2007.

## Riconoscimenti e premi
Si elencano solo le vittorie e non anche le candidature.
- 1973 Premio Nebula per il miglior racconto breve a "Quando cambiò" ("When It Changed").
- 1983 Premio SF Chronicle per il miglior romanzo breve ad Anime (Souls).
- 1983 Premio Hugo per il miglior romanzo breve ad Anime (Souls).
- 1983 Premio Locus per il miglior romanzo breve ad Anime (Souls).
- 1995 Premio James Tiptree Jr. retrospettivo per romanzi a Female Man (The Female Man).
- 1995 Premio James Tiptree Jr. retrospettivo per racconti a "Quando cambiò" ("When It Changed").
- 2013 Inclusione nella Science Fiction and Fantasy Hall of Fame del Museum of Pop Culture di Seattle, Washington.
- 2015 Premio Kate Wilhelm Solstice alla carriera conferito dalla Science Fiction and Fantasy Writers of America.